# Gomorra (filme)
Gomorra é um filme italiano de 2008 dirigido por Matteo Garrone, baseado no livro Gomorra, de Roberto Saviano.

## Sinopse
Histórias paralelas sobre a máfia napolitana, a Camorra. Dois rapazes roubam cocaína de um grupo de colombianos e são advertidos por Giovanni um dos chefes. Porém roubam armas de um esconderijo e depois assaltam um bar. Pasquale, costureiro insatisfeito, cede a proposta de Xian para ensinar chineses a produzir roupas.

## Elenco
- Toni Servillo...... Franco
- Gianfelice Imparato...... Don Ciro
- Salvatore Cantalupo...... Pasquale
- Maria Nazionale...... Maria
- Giovanni Venosa...... Giovanni
- Ronghua Zhang...... Xian
- Salvatore Abruzzese...... Totó

## Prêmios
Recebeu o prêmio de melhor filme pelo David di Donatello e os Satellite Awards.